# Jan de Vries (filólogo)
Jan Pieter Marie Laurens de Vries (11 de febrero de 1890 - 23 de julio de 1964) fue un filólogo, lingüista, estudioso de estudios religiosos, folclorista, educador, escritor, editor y funcionario público holandés que se especializó en estudios germánicos.
Políglota, de Vries estudió holandés, alemán, sánscrito y pali en la Universidad de Ámsterdam de 1907 a 1913, y obtuvo un doctorado en lenguas nórdicas de la Universidad de Leiden en 1915 con gran distinción. Posteriormente, autor de una serie de obras importantes sobre una variedad de temas, de Vries fue nombrado en 1926 Catedrático de Filología y Lingüística Germánica Antigua en la Universidad de Leiden. En los años siguientes, de Vries desempeñó un papel importante en Leiden como administrador y conferenciante, al tiempo que publicó una serie de obras importantes sobre religión germánica y literatura nórdica antigua. Combinado con sus deberes universitarios, de Vries fue un miembro destacado del Maatschappij der Nederlandse Letterkunde y de la Real Academia de Lengua y Literatura Holandesas, dirigió varias organizaciones civiles, editó varias enciclopedias y revistas, y fue fundamental en el establecimiento de los estudios del folclore como un Disciplina científica.
De Vries colaboró con los nazis durante la Segunda Guerra Mundial. Cuando se restableció la democracia en los Países Bajos en 1945, fue encarcelado durante varios años, despedido de su universidad, expulsado de las sociedades científicas en las que anteriormente había sido un miembro destacado y privado del derecho al voto. Finalmente recibió permiso para trabajar como maestro de escuela secundaria en Oostburg. Viviendo aislado, y con toda su biblioteca destruida durante la guerra, De Vries se comprometió a escribir. En los años siguientes, fue autor de una serie de obras influyentes sobre la religión celta, el nórdico antiguo y la etimología holandesa, y revisó las segundas ediciones de sus obras sobre religión germánica y literatura nórdica antigua. Sus trabajos sobre estos temas han formado una base central para la investigación moderna y se han mantenido como textos estándar hasta el día de hoy.

## Primeros años
Jan Pieter Marie Laurens de Vries nació en Ámsterdam, Holanda, el 11 de febrero de 1890. Era hijo del maestro Laurens de Vries y Anthonetta Christina Vermast.
Después de graduarse de la Hogere Burgerschool, de Vries estudió holandés, alemán, sánscrito y pali con Jan te Winkel en la Universidad de Ámsterdam de 1909 a 1913, donde recibió su licenciatura y maestría con gran distinción. De Vries se convirtió en políglota. Obtuvo su doctorado en la Universidad de Leiden en 1915 bajo la supervisión de Richard Constant Boer. Su disertación, Studiën over Faerörsche balladen (1915), examinó la literatura de las Islas Feroe y fue recibida con elogios de la crítica.
De Vries fue reclutado por el ejército holandés en 1914, sirviendo en Brabante Septentrional durante la Primera Guerra Mundial. Se retiró como oficial en 1919. De Vries relató sus experiencias en la guerra en la novela Een singeling in the mass (1918), que se publicó bajo el seudónimo de Jan van Lokeren. De Vries fue nombrado profesor de secundaria en Arnhem en 1919. En 1920 de Vries estaba en un viaje de estudios de cuatro meses a Noruega, donde se familiarizó con el idioma escandinavo y finlandés. Contemporáneo de sus deberes docentes en Arnhem, de Vries escribió una serie de obras importantes, como De Wikingen in de lage landen bij de zee (1923), Henrik Ibsen (1924) y Geschiedenis der Nederlandsche Letterkunde (1925).

## Carrera en la Universidad de Leiden

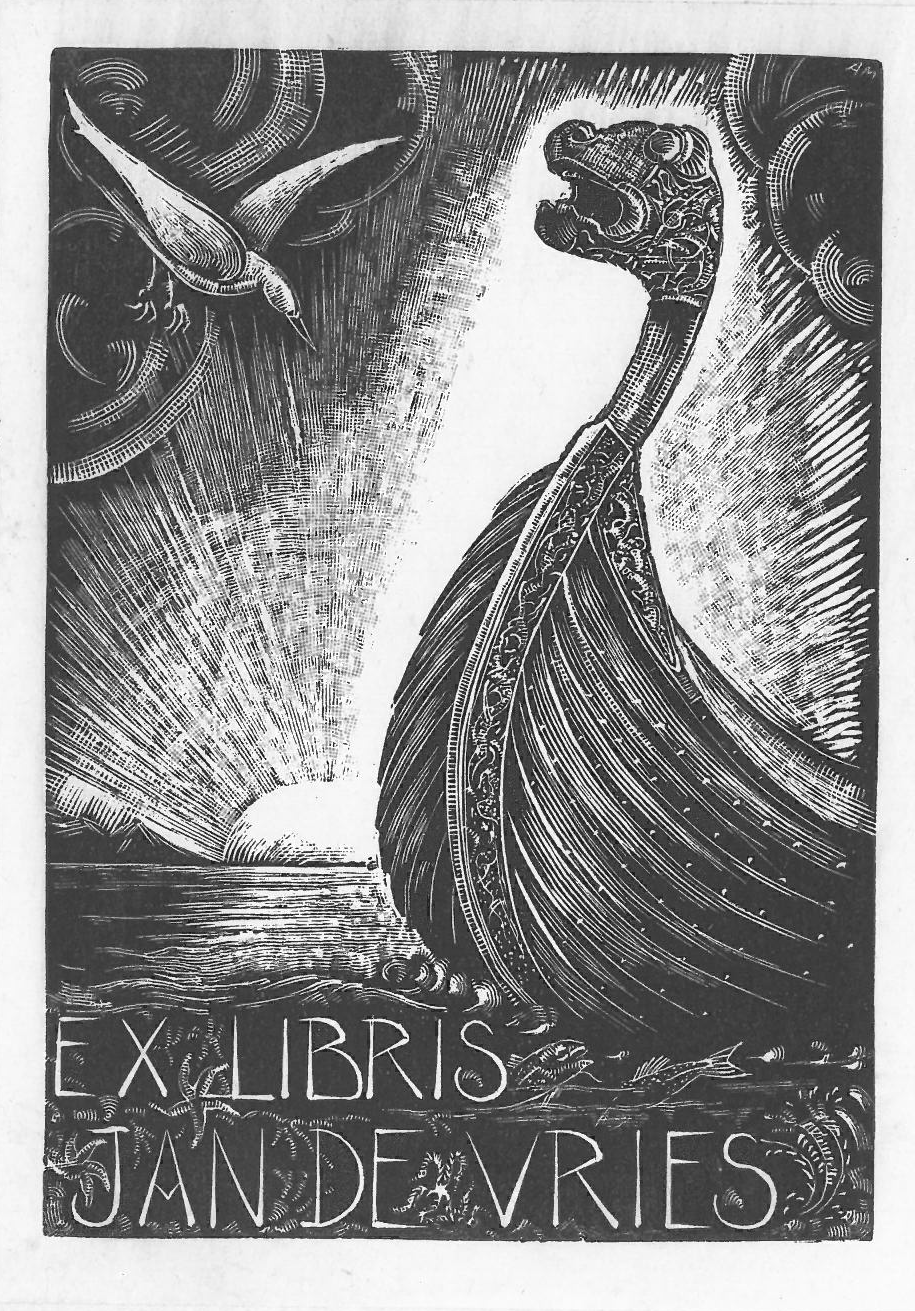
Una placa ex libris de un libro de Jan de Vries.

En 1926, de Vries fue nombrado catedrático de Filología y Lingüística Germánica Antigua en la Universidad de Leiden. Esta publicación también cubrió estudios indoeuropeos. En Leiden, de Vries enseñó lingüística indoeuropea y germánica, con un enfoque particular en la literatura de los primeros pueblos germánicos. Reconstruir la cultura germánica temprana y presentarla al público se convirtió en una pasión de por vida para De Vries.
En Leiden, de Vries se distinguió como profesor, organizador y erudito con una capacidad y productividad inusuales. Los estudiantes de De Vries lo describirían más tarde como un maestro brillante, y su habilidad a este respecto se ve corroborada por el gran número de influyentes tesis doctorales que se completaron bajo su supervisión. Era un escritor talentoso y altamente productivo, con una habilidad inusual para analizar y presentar problemas difíciles de una manera clara. Esto le permitió escribir una serie de obras de éxito destinadas al público popular.
De Germanaansche Oudheid (1930) de De Vries presentó a los antiguos pueblos germánicos al público holandés y fue un gran éxito. Posteriormente se publicó en una segunda edición con el título De Germanen (1941). Fue el editor y la fuerza impulsora detrás de la quinta edición de Algemene Encyclopedie (Enciclopedia general) de Winkler Prins, que se publicó en 16 volúmenes en 1932-1938. De 1934 a 1939, de Vries fue presidente de la prestigiosa Maatschappij der Nederlandse Letterkunde.
A principios de la década de 1930, De Vries fue reconocido como la principal autoridad mundial en religión germánica. Como tal, se pidió a De Vries que escribiera el volumen sobre religión germánica para Grundriss der Germanischen Philologie de Hermann Paul. El Altgermanische Religionsgeschichte (1935-1937) resultante se publicó en alemán en dos volúmenes. En Altgermanische Religionsgeschichte, de Vries expresó su oposición al nórdico y sus dudas sobre la continuidad de la cultura germánica hasta los tiempos modernos, lo que lo puso en desacuerdo con la ideología nazi dominante en Alemania en ese momento. Su traducción de la Edda fue publicada en 1938 y reimpresa en 1971. Ha sido descrita como "una pequeña obra maestra literaria". En 1938, con el patrocinio de Maatschappij der Nederlandse Letterkunde y la Real Academia de Lengua y Literatura Holandesas, estableció la Bibliotheek der Nederlandsche letteren, una serie de obras literarias holandesas.
Durante la década de 1930, de Vries argumentó firmemente a favor de establecer los estudios del folclore como una disciplina científica distinta. Creía que los cuentos de hadas podían considerarse extensiones de los mitos. En 1934, ayudó a establecer la Comisión Interuniversitaria ter Voorbereiding van een Volkskundeatlas. En 1937, fue nombrado presidente de la Sociedad Internacional de Etnología y Folklore. También fue editor de la revista Folk. Fue gracias a los esfuerzos de De Vries que el estudio del folclore se estableció como una disciplina científica en los Países Bajos en la década de 1930. En 1938, de Vries fue admitido en la Real Academia de Artes y Ciencias de los Países Bajos y fue nombrado presidente de su Comité de Folklore.

## Segunda Guerra Mundial
Durante la ocupación de los Países Bajos por la Alemania nazi durante la Segunda Guerra Mundial, de Vries se desempeñó como vicepresidente de Nederlandsche Kultuurkamer, cuya aprobación se requería para cualquier producción artística o literaria en los Países Bajos durante este tiempo. En 1940, poco después de la Batalla de los Países Bajos, de Vries escribió el panfleto Naar een betere toekomst (Hacia un futuro mejor), donde expresó su oposición a la democracia y argumentó a favor de una victoria alemana en la guerra. De 1940 a 1941, de Vries fue presidente de Algemeen-Nederlands Verbond, una organización que trabaja para una cooperación más estrecha entre los Países Bajos y Flandes. A lo largo de la guerra, publicó artículos sobre runas y religión germánica con editores nazis, trabajó para Hamer, contribuyó a proyectos de Ahnenerbe y en 1943 se convirtió en un "miembro simpatizante" de las SS germánicas. Aunque colaboró con los nazis, sus trabajos académicos no muestran ningún rasgo de la ideología nazi. Se negó a unirse al Movimiento Nacionalsocialista en los Países Bajos. Los líderes nazis no creían que De Vries fuera partidario del nazismo y dudaban de su lealtad.
El trabajo más importante de De Vries producido durante la guerra es su Altnordische Literaturgeschichte (1941-1942) en dos volúmenes. Proporciona una historia literaria general de la literatura nórdica antigua.
Al darse cuenta de que los alemanes perderían la guerra, De Vries y su familia huyeron a Leipzig, Alemania, en septiembre de 1944.

## En la postguerra
El 27 de febrero de 1946, de Vries fue despedido de la Universidad de Leiden debido a sus creencias políticas. También fue expulsado de la Real Academia de Artes y Ciencias de los Países Bajos y del Maatschappij der Nederlandse Letterkunde. De Vries finalmente fue arrestado e internado en Vught desde el 10 de octubre de 1946. En mayo-junio de 1948, el Bijzonder Gerechtshof declaró a de Vries culpable de "colaboración intelectual" y lo privó del derecho a votar y ocupar cargos políticos.
Después de su liberación de la prisión, de Vries no tenía ingresos y, por lo tanto, se le permitió reanudar su trabajo como profesor de literatura holandesa en la escuela secundaria en Oostburg. La decisión de permitir que De Vries volviera a trabajar fue criticada por sus delitos políticos pasados. Después de retirarse de la docencia en 1955, de Vries reanudó su trabajo académico. Aunque vivía en un aislamiento casi completo y había perdido toda su biblioteca durante la guerra, este fue un momento de notable productividad para él. En 1956-1957, publicó una segunda edición revisada de Altgermanische Religionsgeschichte, que sigue siendo su obra más famosa e influyente. En esta segunda edición revisada, de Vries prestó un apoyo crítico a la hipótesis trifuncional de Georges Dumézil. Altgermanische Religionsgeschichte ha constituido el trabajo estándar sobre la religión germánica (incluido el nórdico antiguo) ) hasta el día de hoy.
Después de su traslado a Utrecht en 1957, se publicaron varias obras importantes, entre ellas Kelten und Germanen (1960), Keltische Religionsgeschichte (1961) y Forschungsgeschichte der Mythologie (1961). Su Altnordisches Etymologisches Wörterbuch (1961) finalmente se publicó después de muchos años de trabajo. Hacia el final de su vida, de Vries trabajó principalmente en su Nederlands Etymologisch Woordenboek (1961-1971). Murió en Utrecht el 23 de julio de 1964.

## Legado
Altnordische Literaturgeschichte de De Vries se publicó en una segunda edición revisada en 1964-1967. Se ha mantenido como el trabajo estándar en la literatura nórdica antigua hasta el día de hoy.
Los volúmenes restantes de Nederlands Etymologisch Woordenboek fueron completados por F. de Tollenaere. Las publicaciones de De Vries sobre la literatura nórdica antigua, la etimología holandesa y la religión germánica han formado la base de la investigación moderna sobre estos temas, y se han mantenido como trabajos de referencia estándar hasta el día de hoy. Stefan Arvidsson describe a De Vries como el mayor estudioso de estudios germánicos del siglo XX, y como uno de los científicos sociales más destacados de su generación. Es probable que sus trabajos sigan formando la base de la investigación moderna durante muchos años.

## Vida personal
De Vries se casó con Maria Machteld Vogel el 10 de octubre de 1915. Juntos tuvieron tres hijos, dos niñas y un niño.